# Passeig Marítim de Palma
El Passeig Marítim, que rep l'hodònim de Passeig de Gabriel Roca, és una via pública urbana mallorquina situada a Palma. Discorre al costat de la mar Catalana i comença a tocar de l'autopista Ma-1, a Portopí, i envolta tot el Port de Palma, la Punta des Gas i ses Troneres fins a l'inici de l'autopista Ma-19, a l'inici del carrer de Segismundo Moret i al començament de l'avinguda del Portitxol.
Aquesta avinguda vora mar, d'uns 4 km de llargada, deu el seu nom a l'enginyer mallorquí Gabriel Roca Garcías, responsable de l'ampliació portuària tot just acabada la Guerra Civil espanyola i que s'inaugurà a mitjan decenni de 1950.
Construït com a resultat de l'expansió turística promoguda pel franquisme, s'amplià diversos cops al llarg del segle xx per a acollir més circulació i fins a convertir-se en una de les artèries urbanes més transitades i visitades de tot Palma. Esquitxada per les trames de corrupció de govern en el tombant de segle, el seu replantejament infraestructural arribà els anys 2020, amb un nou projecte de remodelació per a ampliar-ne les voreres ciutadanes, reduir-ne el trànsit rodat i incrementar-ne les zones verdes.

## Història
Dels anys 1930 ençà, el fet de tenir un espai obert de la ciutat a la mar fou un eix clau pel que fa al debat sobre la pressió urbanística contraposada al desenvolupament comunitari de tot Mallorca. I és que, ja abans de la seua construcció, en les primeries del segle xx qualques veus havien posat èmfasi en aquells edificis gairebé banyats per l'onatge i en què, tot i tractar-se d'una població marítima, una Palma sense passeig marítim havia precipitat els ciutadans a viure d'esquena als seus costums nàutics i pesquers. De fet, la ciutat s'estroncava a les aigües gairebé de manera abrupta, en l'indret geogràfic llavors anomenat Son Alegre i amb uns penya-segats avui inexistents i coneguts aleshores com el Salt des Ca.
La construcció del port a partir dels anys 1940 fou, finalment, el resultat d'aspiracions especuladores i urbanístiques del franquisme en pro de la revitalització econòmica a partir del turisme de masses. El seu artífex, l'enginyer portuari Gabriel Roca Garcías, alhora president del Foment del Turisme, defensà la inauguració d'aquesta infraestructura a les primeries dels anys 1950 amb l'argument de «Mallorca con su acervo de bellezas […] es una fuente segura y copiosa de divisas extranjeras» (en català, 'Mallorca amb el seu conjunt de belleses […] és una font segura i abundant de divises forasteres'). Els terminis de construcció coincidiren plenament amb l'esforç propagandístic de les autoritats per a atreure parelles casades arreu de la Península i que celebressin a l'illa la seua lluna de mel, amb una multitud de reportatges sobre Mallorca en publicacions alemanyes i amb la fi, el 1951, de l'autarquia econòmica imposada per la dictadura. El Foment del Turisme que projectà el passeig, a més, era un ens completament imbuït en l'estructura governamental franquista a través de la qual dur a terme propostes urbanístiques i de tràfic d'influències politicosocials.
Entre el 1949 i 1953 es van guanyar els primers metres de sòl a la mar amb rebliments i se'n va anivellar el terreny. El 1958, finalment, s'inaugurà el primer tram del passeig amb la fesomia que ha conservat fins a l'actualitat. Aleshores tenia dotze metres d'ample i ja incorporava carrils de circulació, un per a cada sentit. Els anys 1960 estigueren marcats per ampliacions de la longitud transitable, amb nous serveis, platges artificials i la creació de guinguetes, bars i restaurants per a donar resposta a l'apogeu del turisme de masses que ja vivia l'illa. Entre el 1970 i el 1974 se'n desdoblaren també diverses parts fins als sis carrils per banda i en el decenni del 1990 s'hi feren actuacions centrades en l'accessibilitat, l'eliminació de barreres arquitectòniques i també esmenes en la il·luminació general, l'enjardinament i qualques noves passarel·les.
- Procés evolutiu urbanístic durant el segle xx i el segle xxi

Procés evolutiu urbanístic durant el i el
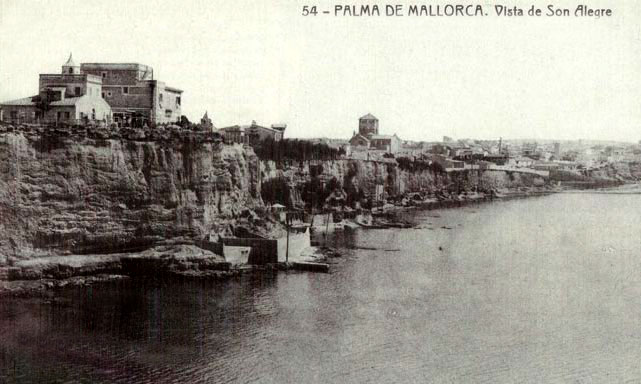
L'espadat de Son Alegre i el Salt des Ca abans de la construcció del passeig.
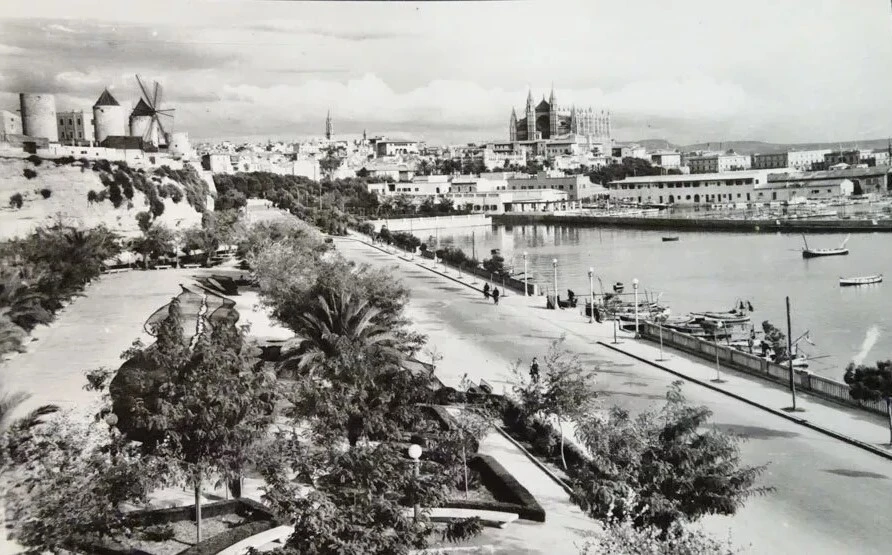
Aspecte inicial del passeig els anys 1950, un cop inaugurat i enllestits els primers rebliments i metres de sòl guanyats al mar.
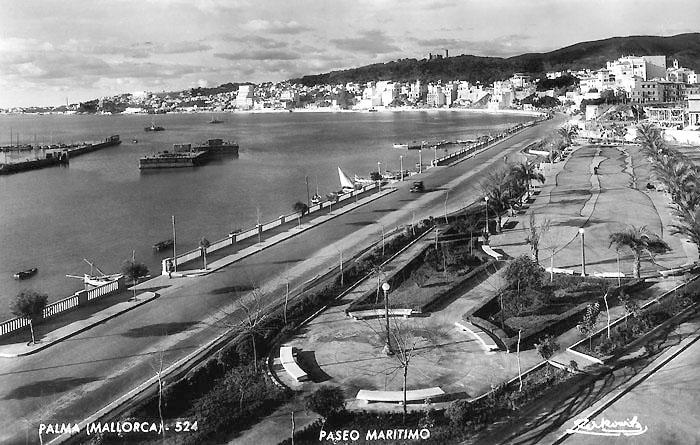
Primers enjardinaments i adequacions del passeig durant les primeries del decenni del 1970.
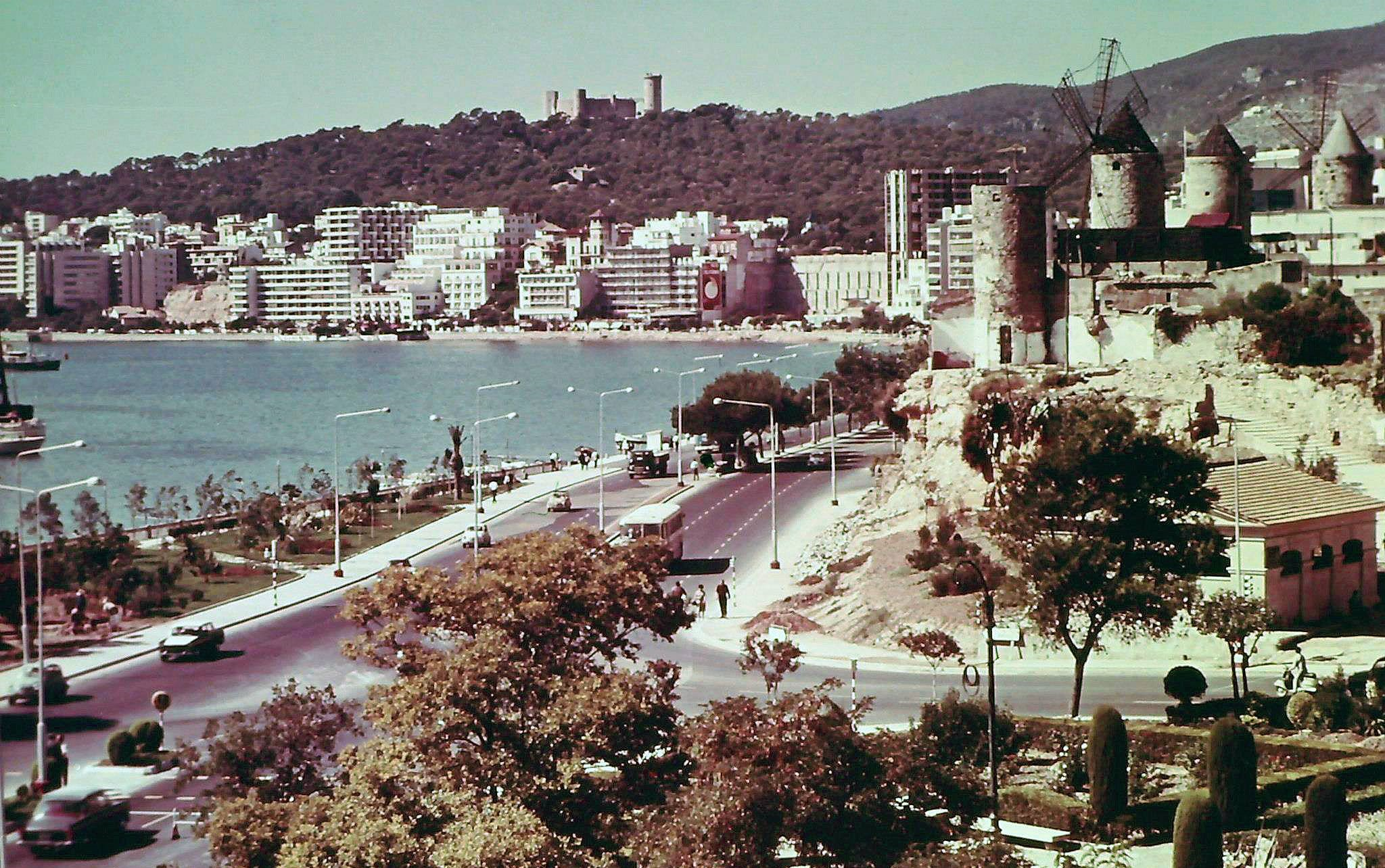
Vista del passeig amb múltiples carrils de vehicles i consolidació dels primers enjardinaments i zones de platja en el darrer terç de segle.
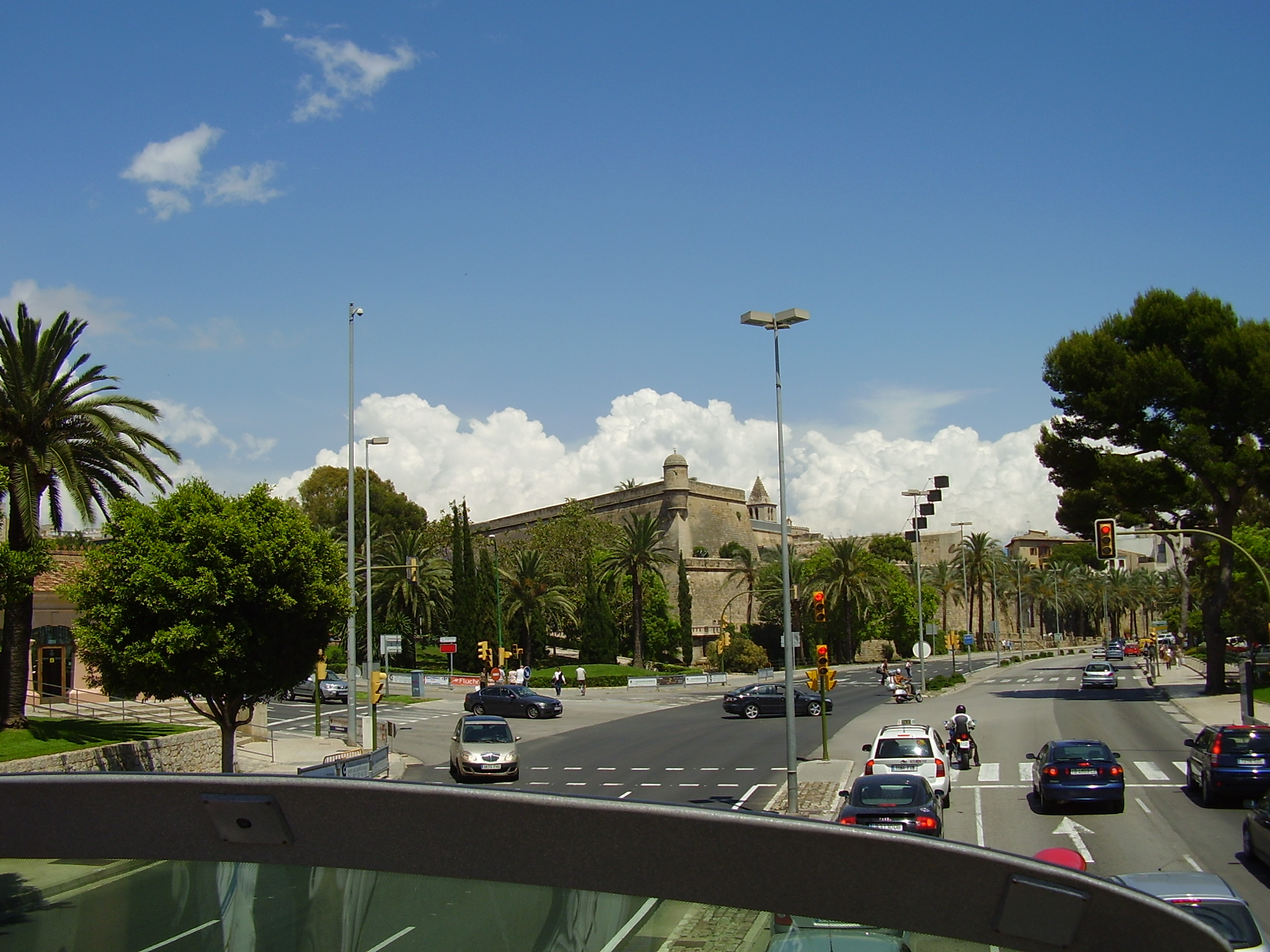
Traçat parcial del passeig el 2008, amb l'espai ocupat sobretot per sis carrils de trànsit rodat i com a autovia urbana.

Durant els anys 2000, el PP i Unió Mallorquina havien pactat el soterrament del Passeig Marítim des del Portitxol fins a l'avinguda de l'Argentina. Aquell projecte no s'executà mai, atès que esclataren els casos Andratx, Can Domenge, Son Oms i l'operació Maquillatge sobre la gran trama corrupta entre Jaume Matas i Maria Antònia Munar. Se sap, segons el fiscal anticorrupció Pedro Horrach, que havia de formar part del repartiment urbanístic de la trama.
Transcorregudes dues dècades més, l'any 2022 es decidí tornar a reformular-ne i readaptar-ne tota la infraestructura amb nous estàndards de mobilitat i sostenibilitat adaptats al segle xxi. L'Autoritat Portuària de Balears n'anuncià una inversió inicial d'uns 38 milions, pensada per a reduir significativament el trànsit rodat i per a incorporar zones noves verdes i molt més espai per als vianants, amb un increment del 30 al 40% per a la circulació a peu i l'ampliació de les voreres de la banda interior de cinc a deu metres d'amplada. També s'hi preveieren noves marquesines com a parades d'autobús i noves zones de restauració que, en principi, haurien d'estar també pensats per al veïnat i no només dedicats als turistes.